# 1802 dans le catholicisme
Chronologie du catholicisme
- 1798
- 1799
- 1800
- 1801
- 1802
- 1803
- 1804
- 1805
- 1806

Cet article présente les faits marquants de l'année 1802 dans le catholicisme.

## Évènements
- 9 août : Création d'un cardinal par Pie VII.

## Naissances
- 3 janvier : Félix Dupanloup, prélat, homme politique et écrivain français, évêque d'Orléans († 11 octobre 1878)
- 6 janvier : Saint Jean-Gabriel Perboyre, prêtre lazariste et missionnaire français, martyr († 11 septembre 1840)
- 26 janvier : Bienheureuse Vincente Marie Poloni, religieuse italienne, fondatrice des Sœurs de la Miséricorde de Vérone († 11 novembre 1855)
- 8 février : Saint Étienne-Théodore Cuenot, prélat et missionnaire français, vicaire apostolique de la Cochinchine orientale, martyr († 14 novembre 1861)
- 15 février : Valentin Riedel, prélat allemand, évêque de Ratisbonne († 6 novembre 1857)
- 19 février : Jean-Antoine Elet, prêtre jésuite, éducateur et missionnaire belge auprès des Amérindiens († 2 octobre 1851)
- 8 mars : Frédéric-Gabriel-Marie-François de Marguerye, prélat français, évêque d'Autun († 20 janvier 1876)
- 14 mars : Manuel Garcia Gil, cardinal dominicain espagnol, archevêque de Saragosse († 28 avril 1881)
- 15 mars : Antonio Matteucci, cardinal italien de la Curie († 9 juillet 1866)
- 25 mars : Antoine Boutonnet, prélat français, évêque de Basse-Terre († 12 novembre 1868)
- 12 avril : François Libermann, prêtre français, converti du judaïsme, fondateur de la Société du Saint-Cœur de Marie et de la Congrégation du Saint-Esprit, vénérable († 2 février 1852)
- 25 avril : Victor Scheppers, prêtre belge, fondateur des Frères de la Miséricorde de Malines, vénérable († 7 mars 1877)
- 11 mai : Giuseppe Andrea Bizzarri, cardinal italien de la Curie († 26 août 1877)
- 12 mai : 
  - Henri Lacordaire, prêtre dominicain, prédicateur, journaliste et homme politique français († 21 novembre 1861)
  - René-Nicolas Sergent, prélat français, évêque de Quimper et Léon († 25 juillet 1871)
- 5 juin : Jean-Joseph Gaume, prêtre, théologien et essayiste français († 19 novembre 1879)
- 18 juin : René Louvel, prêtre français, vicaire général d'Évreux († 31 mars 1887)
- 2 juillet : Pierre-Antoine-Marie Lamouroux de Pompignac, prélat français, évêque de Saint-Flour († 23 mai 1877)
- 4 juillet : François Caret, prêtre et missionnaire français († 26 octobre 1844)
- 2 août : Nicholas Wiseman, cardinal britannique, premier archevêque catholique de Westminster († 15 février 1865)
- 14 août : Fabio Maria Asquini, cardinal italien de la Curie, précédemment diplomate du Saint-Siège († 23 septembre 1878)
- 24 août : Adolphe Bartels, journaliste et écrivain belge, préfigurateur du catholicisme social († 29 mai 1862)
- 28 août : Angelo Quaglia, cardinal italien de la Curie († 27 août 1872)
- 5 septembre : 
  - Bienheureux Modestin de Jésus et Marie, religieux franciscain déchaussé italien († 24 juillet 1854)
  - Frederick Oakeley, prêtre anglican puis catholique et écrivain britannique († 30 janvier 1880)
- 20 septembre : Jules Level, prélat français, converti du judaïsme († 29 janvier 1871)
- 7 octobre : René-Charles Poirier, prélat et missionnaire français, évêque de Roseau († 23 avril 1878)
- 13 novembre : Jean Gailhac, prêtre français, fondateur des Religieuses du Sacré-Cœur de Marie, vénérable († 25 janvier 1890)
- 14 novembre : Claude-Marie Magnin, prélat français, évêque d'Annecy († 14 janvier 1879)
- 1er décembre : Armand-François-Marie de Charbonnel, prélat et missionnaire français, évêque de Toronto († 29 mars 1891)
- 8 décembre : Pierre-Marie-Joseph Darcimoles, prélat français, archevêque d'Aix-en-Provence († 11 janvier 1857)
- 13 décembre : Joseph Hippolyte Guibert, cardinal français, archevêque de Paris († 8 juillet 1886)
- 26 décembre : Théodore Ratisbonne, prêtre français d'origine juive converti au catholicisme († 10 janvier 1884)
- 31 décembre : Maximilien Ryllo, prêtre jésuite, missionnaire et prédicateur polonais († 17 juin 1848)
- Date précise inconnue :
  - Saint Joseph Chang Chu-gi, laïc et catéchiste coréen, martyr († 30 mars 1866)
  - Bernard Collier, prélat bénédictin et missionnaire britannique, premier évêque de Port-Louis († 21 novembre 1890)
  - Saint Damien Nam Myong-hyog, laïc et catéchiste coréen, martyr († 24 mai 1839)
  - Sainte Madeleine Son So-byog, laïque coréenne, martyre († 31 janvier 1840)
  - Sainte Suzanne U Sur-im, laïque coréenne, martyre († 20 septembre 1846)

## Décès
- 8 janvier : Jean-Joseph Brival, prélat français, évêque constitutionnel de la Corrèze (° 9 avril 1737)
- 23 janvier : Joseph Ghesquière, prêtre jésuite, numismate et érudit belge (° 27 février 1731)
- 10 février : Emmanuel-François de Bausset-Roquefort, prélat français, évêque de Fréjus (° 31 décembre 1731)
- 18 mars : Simon-Jérôme Bourlet de Vauxcelles, prêtre et journaliste français (° 11 août 1733)
- 4 avril : Henri-Charles du Lau d'Allemans, prélat français, évêque de Grenoble (° 30 juin 1747)
- 13 avril : Francesco Mantica, cardinal italien de la Curie (° 14 septembre 1727)
- Mai : Pierre-François Davelu, prêtre, historien et naturaliste français (° 30 septembre 1719)
- 2 mai : Josef Kramolin, religieux jésuite et peintre bohémien (° 11 avril 1730)
- 22 mai : Jean-Antoine de Castellane Saint-Maurice, prélat français, dernier évêque de Lavaur (° 18 mars 1732)
- 23 mai : François-Xavier de Feller, prêtre jésuite, polémiste et écrivain spirituel belge (° 18 août 1735)
- 24 mai : Jean-Marc de Royère, prélat français, dernier évêque de Castres (° 1er octobre 1727)
- 1er juillet : 
  - Jean-Jacques Farochon, prêtre et homme politique français (° 28 avril 1738)
  - Carlo Livizzani Forni, cardinal italien de la Curie (° 1er novembre 1722)
- 24 juillet : Matteo Guasco, prélat corse, dernier évêque de Sagone (° 21 novembre 1720)
- 25 juillet : Frédéric-Charles Joseph d'Erthal, prélat allemand, archevêque de Mayence (° 3 janvier 1719)
- 11 août : Franciszek Kareu, prêtre jésuite polonais, supérieur des Jésuites de Russie (° 10 décembre 1731)
- 12 août : Hyacinthe-Sigismond Gerdil, cardinal savoyard de la Curie (° 23 juin 1718)
- 16 août : Pierre Gibault, prêtre jésuite et missionnaire canadien (° 7 avril 1737)
- 19 août : Antoine Butaud-Dupoux, prélat français, évêque constitutionnel de l'Allier (° 29 juin 1730)
- 24 août : Nicolas Francin, prélat français, évêque constitutionnel de la Moselle (° 20 septembre 1735)
- 2 septembre : Michelangelo Luchi, cardinal bénédictin italien de la Curie (° 20 août 1744)
- 8 septembre : Gabriel François Moreau, prélat français, dernier évêque de Mâcon puis évêque d'Autun (° 24 septembre 1721)
- 17 septembre : Michel-Joseph Dufraisse, prélat français, évêque constitutionnel du Cher (° 12 avril 1730)
- 22 septembre : Marc-Antoine de Noé, prélat français, dernier évêque de Lescar puis évêque de Troyes (° avril 1724)
- 5 octobre : Claude-René Merceret, prêtre et homme politique français (° 26 octobre 1725)
- 6 octobre : Laurent Bonnemant, prêtre et auteur français (° 11 février 1731)
- 12 novembre : Augustin Hespelle, prêtre, théologien et écrivain français (° 9 décembre 1731)
- 7 décembre : Carlo Giuseppe Filippa della Martiniana, cardinal italien, évêque de Verceil (° 19 juillet 1724)
- 12 décembre : Henri-Joseph-Claude de Bourdeilles, prélat français, évêque de Soissons (° 7 décembre 1720)
- 31 décembre : Nicolas Diot, prélat français, évêque constitutionnel de la Marne (° 4 janvier 1744)